# 奧爾林雪原
奧爾林雪原（英語：Olson Névé）是南極洲的雪原，位於奧次地，處於邱吉爾山脈的科巴姆山脈西北面，由新西蘭探險隊繪入地圖，現時由南極條約體系管理。